# Tamar Museridze
Tamar Museridze (georgià: თამარ მუსერიძე)  (Tbilisi, c. 1984), també coneguda com Tamuna, és una periodista georgiana. En descobrir que havia estat adoptada ho va intentar tot per trobar els seus pares, el que ha generat un intens debat al seu país i el 2023 ja havia permès reunir a 800 famílies.

## Biografia
Amb divuit anys ja era una periodista coneguda a la televisió pública de Geòrgia. Quan en tenia trenta-un va descobrir que era adoptada, i partir d'aquell moment va decidir prioritzar la cerca dels seus pares biològics.
Durant el procés va localitzar proves d'adopcions al mercat negre que s'havien fet a Geòrgia a la dècada del 1980 i fins al 2005, de nadons procedents d'hospitals de maternitat que es deia que havien mort. El 1993 el mercat es va globalitzar i els preus dels entre 20 i 30 nadons que es venien cada mes es van disparar, fins que aquesta pràctica va acabar el 2005.
Per exemple, segons una anàlisi genètica es va poder confirmar que un nen declarat mort a Chiatura en realitat era viu i va ser adoptat per una família de Tbilissi. La creació d'un grup de Facebook anomenat I Look For (en català: estic buscant) va servir per posar en contacte centenars de persones que volien saber qui eren els seus pares i de dones a qui s'havia dit que els seus fills havien mort al part, però no se'ls havia lliurat cap certificat. Aquest fet va crear un debat públic al país i ha ajudat a reunir 800 persones amb les seves famílies.